# Toyoko Iwahara
Toyoko Iwahara (en japonès 岩原 豊子 Iwahara Toyoko; Tòquio, 11 de maig de 1945) va ser una jugadora de voleibol japonesa que va competir durant la dècada de 1960 i 1970.
El 1968 va prendre part en els Jocs Olímpics de Ciutat de Mèxic, on guanyà la medalla de plata en la competició de voleibol. Quatre anys més tard, als Jocs de Múnic revalidà la medalla de plata.
En el seu palmarès també destaquen una medalla d'or al Campionat del Món de voleibol, el 1967 i una de plata al de 1970.